# Liburnia Film Festival
Liburnia Film Festival (LFF) je godišnji višednevni ljetni natjecateljski filmski festival u Opatiji, najstariji festival dokumentarnih filmova u Hrvatskoj. Jedini je festival u Hrvatskoj koji prikazuje isključivo nove dokumentarce. Organizator je istoimena udruga (LFF), uz suorganizatora „Restart” iz Zagreba i partnerstvo Festivala Opatija.
Izbornik festivala od 2007. je Oliver Sertić.

## Nagrade
Dodjeljuje se nagrada za najbolji film prema izboru gledatelja i žirija. Od 2013. dodjeljuju se i strukovne nagrade za najbolju režiju, fotografiju, montažu i dizajn zvuka.
Godine 2022. uvedena je nagrada kritičara „Dražen Rubeša”, koju na svakom izdanju dodjeljuje drugi kritičar.